# Prix national de poésie (Espagne)
Pour les articles homonymes, voir Prix national de poésie.
Le prix national de poésie (en espagnol : Premio Nacional de Poesía, ou de son nom complet Premio Nacional de Literatura en la modalidad de Poesía), est un prix national de littéraire d'Espagne qui est attribué chaque année par le ministère espagnol de la Culture à un auteur espagnol pour la meilleure œuvre poétique écrite par un espagnol, dans l'une des langues en Espagne, et pour laquelle la première édition a eu lieu l'année avant la remise de la récompense. Le prix est doté de 20 000 euros.

## Histoire
C'est un prix qui a une longue histoire, puisque si sa configuration actuelle date de 1977, il fait en fait suite à l'ordre au Concurso Nacional de Literatura en la modalidad de Poesía (en français : Concours National de Littérature dans la modalité de Poésie) créé par l'ordre royal du Ministère d'Instruction Publique et des Beaux-Arts du 27 septembre 1922.
Le jury est composé de 10 personnes, dont le lauréat de l'édition antérieure, et remet le prix en octobre de chaque année.

## Liste des lauréats

### Première époque du prix: le « Concurso Nacional de Literatura en la modalidad de Poesía »
- 1923 - Francisco de Icaza (es)[4]

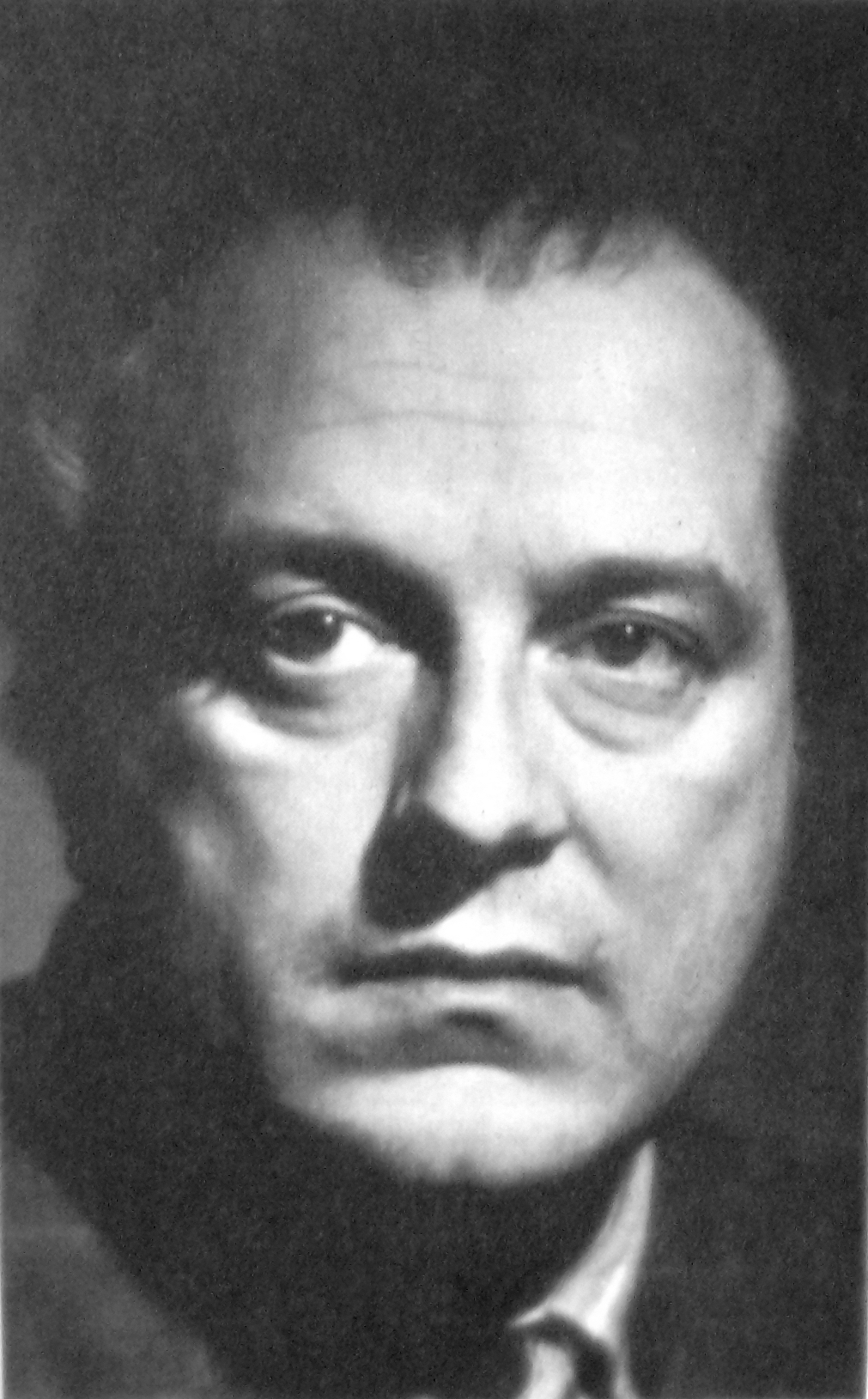
Rafael Alberti, lauréat en 1924.

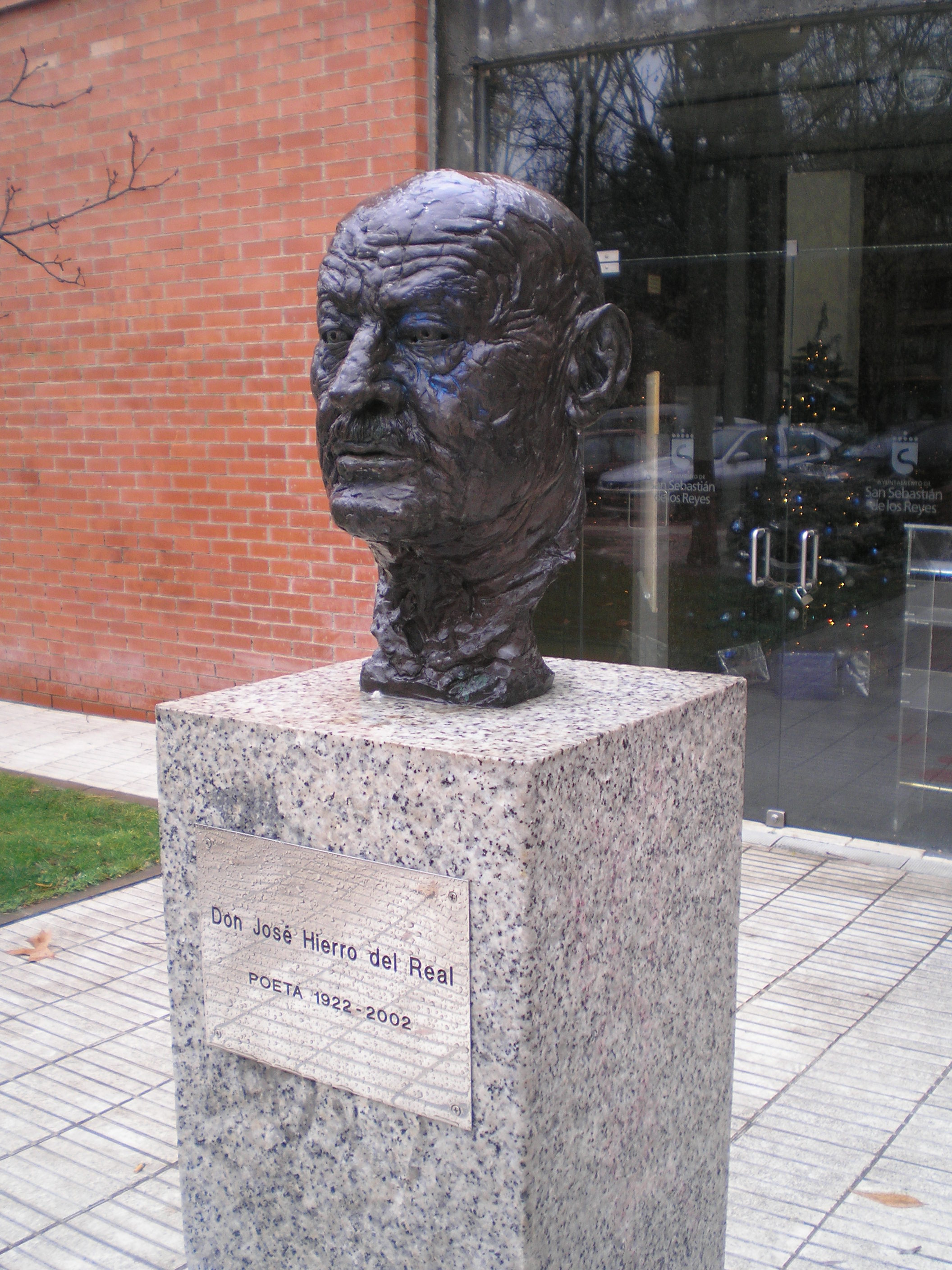
Buste de José Hierro, lauréat en 1954.

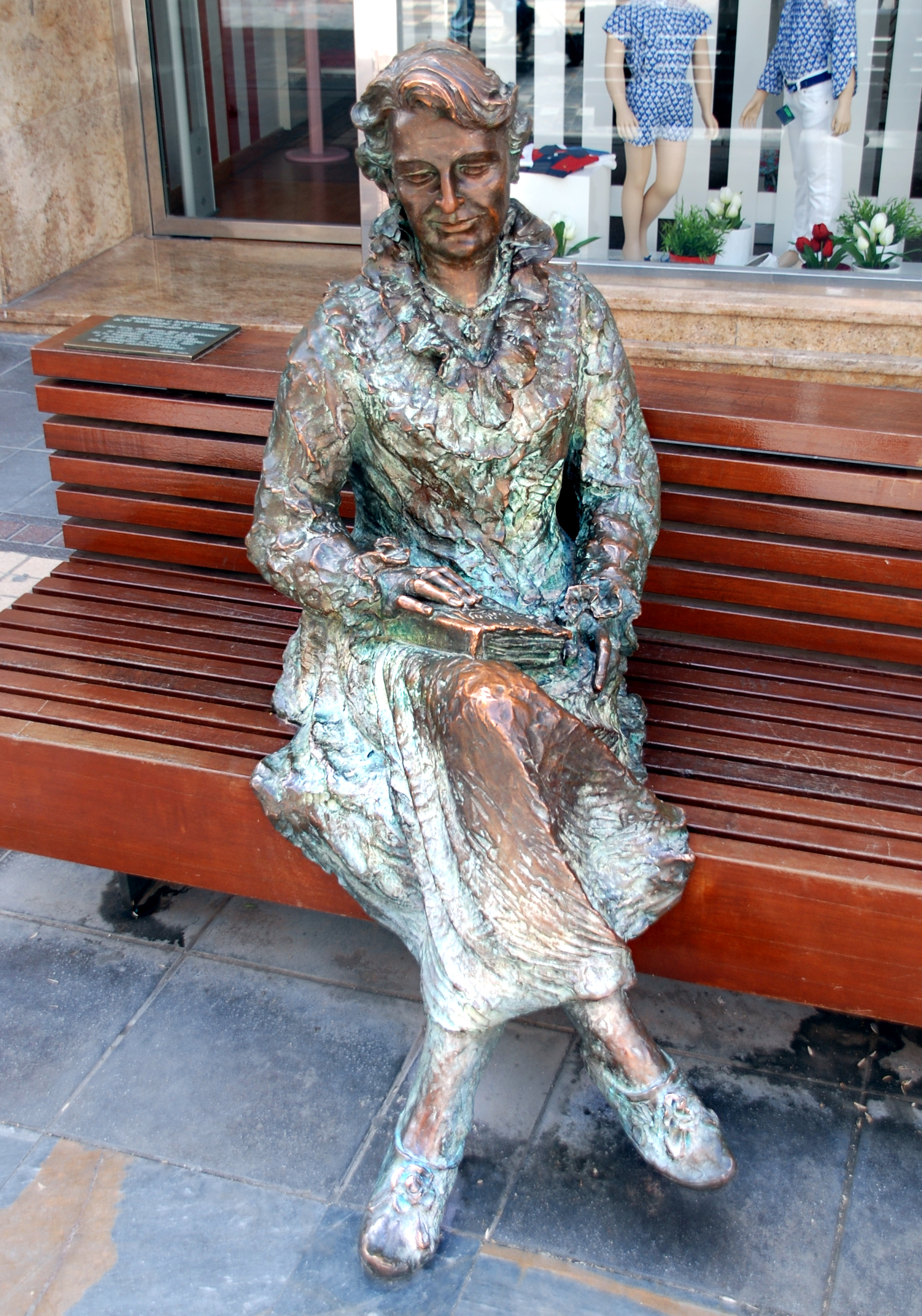
Statue de Carmen Conde, lauréate en 1967.

- 1924 – Rafael Alberti (1902-1999), pour Marinero en tierra
- 1925 – Gerardo Diego (1896-1987), pour Versos humanos
- 1926 - non décerné.
- 1927 - Dámaso Alonso (1898-1990), pour El viento y el verso
- 1928 - non décerné.
- 1929 - non décerné.
- 1930 - non décerné.
- 1931 - non décerné.
- 1932 - non décerné.
- 1933 – Adriano del Valle (es) (1895-1957), pour Mundo sin tranvías
- 1934 – Vicente Aleixandre (1898-1984), pour La destrucción o el amor (es)[5]
- 1935 - non décerné.
- 1936 - non décerné.
- 1937 – Antonio Sánchez Barbudo (es) (1910-1995), pour Entre dos fuegos
- 1938 – Emilio Prados (1899-1962), pour Destino fiel
- 1939 - non décerné.
- 1940 - non décerné.
- 1941 - non décerné.
- 1942 - non décerné.
- 1943 - non décerné.
- 1944 - non décerné.
- 1945 - non décerné.
- 1946 - non décerné.
- 1947 - non décerné.
- 1948 - non décerné.
- 1949 – Leopoldo Panero (es) (1909-1962), pour Escrito a cada instante
- 1950 – José María Valverde (es) (1926-1996), pour La espera
- 1951 – José García Nieto (1914-2001) (1er), pour Tregua ; Alfonsa de la Torre (1915-1993), pour Oratorio de San Bernardino (es)
- 1952 – Dionisio Ridruejo (1912-1975), pour En Once años. Poesías completas de juventud
- 1953 – Luis Rosales (1910-1992), pour Rimas
- 1954 – José Hierro (1922-2002) (1er), pour Antología
- 1955 – Jorge Campos (es) (1916-1983), pour Tiempo Pasado
- 1956 - non décerné.
- 1957 – José García Nieto (2e), pour Geografía es amor
- 1958 - non décerné.
- 1959 – Rafael Laffón (es) (1895-1978), pour Rama ingrata
- 1960 – José Luis Prado Nogueira, pour Miserere en la tumba de R. N.
- 1961 - non décerné.
- 1962 – Manuel Alcántara (es) (1928-2019), pour Ciudad de entonces
- 1963 – Eladio Cabañero (es) (1930-2000), pour Marisa Sabia y otros poemas
- 1964 - non décerné.
- 1965 – Alfonso Canales (es) (1923-2010), pour Aminadab
- 1966 – Pere Gimferrer (1945-) (1er), pour Arde el mar (es)
- 1967 – Carmen Conde (1907-1995), pour Obra poética
- 1968 – Diego Jesús Jiménez (es) (1942-2009) (1er), pour Coro de ánimas
- 1969 - non décerné.
- 1970 - non décerné.
- 1971 - non décerné.
- 1972 – Manuel Ríos Ruiz (es) (1934-2018), pour El Oboe
- 1973 – Ángel García López (es) (1935-), pour Elegía en Astaroth

### Deuxième époque du prix: le « Prix national de poésie»

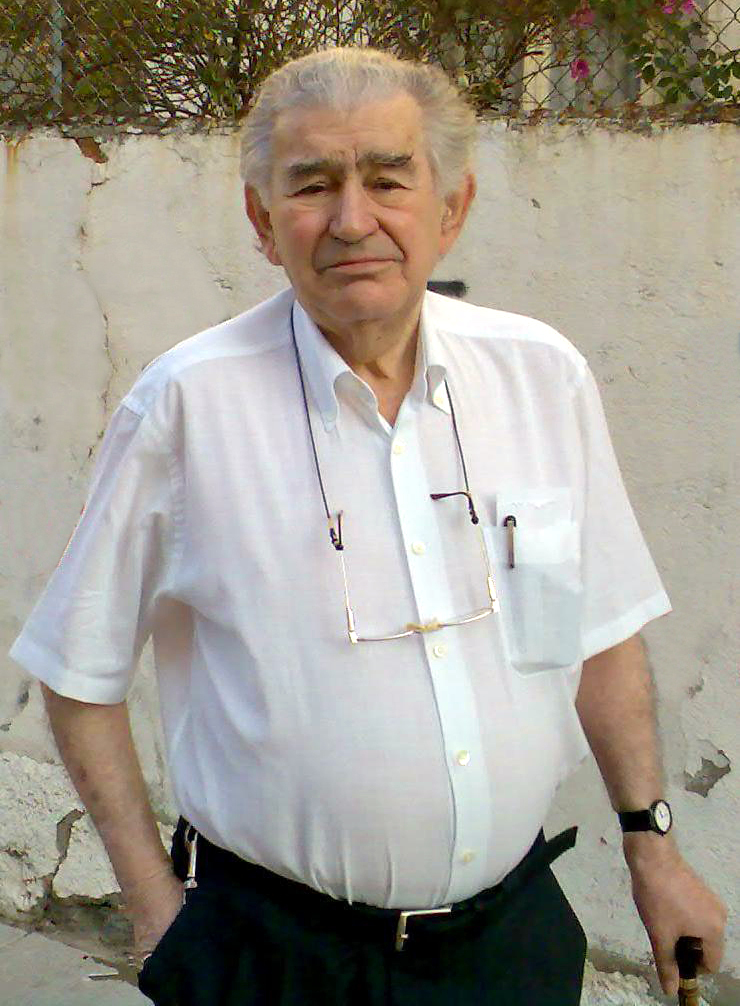
Antonio Gamoneda, lauréat en 1988.

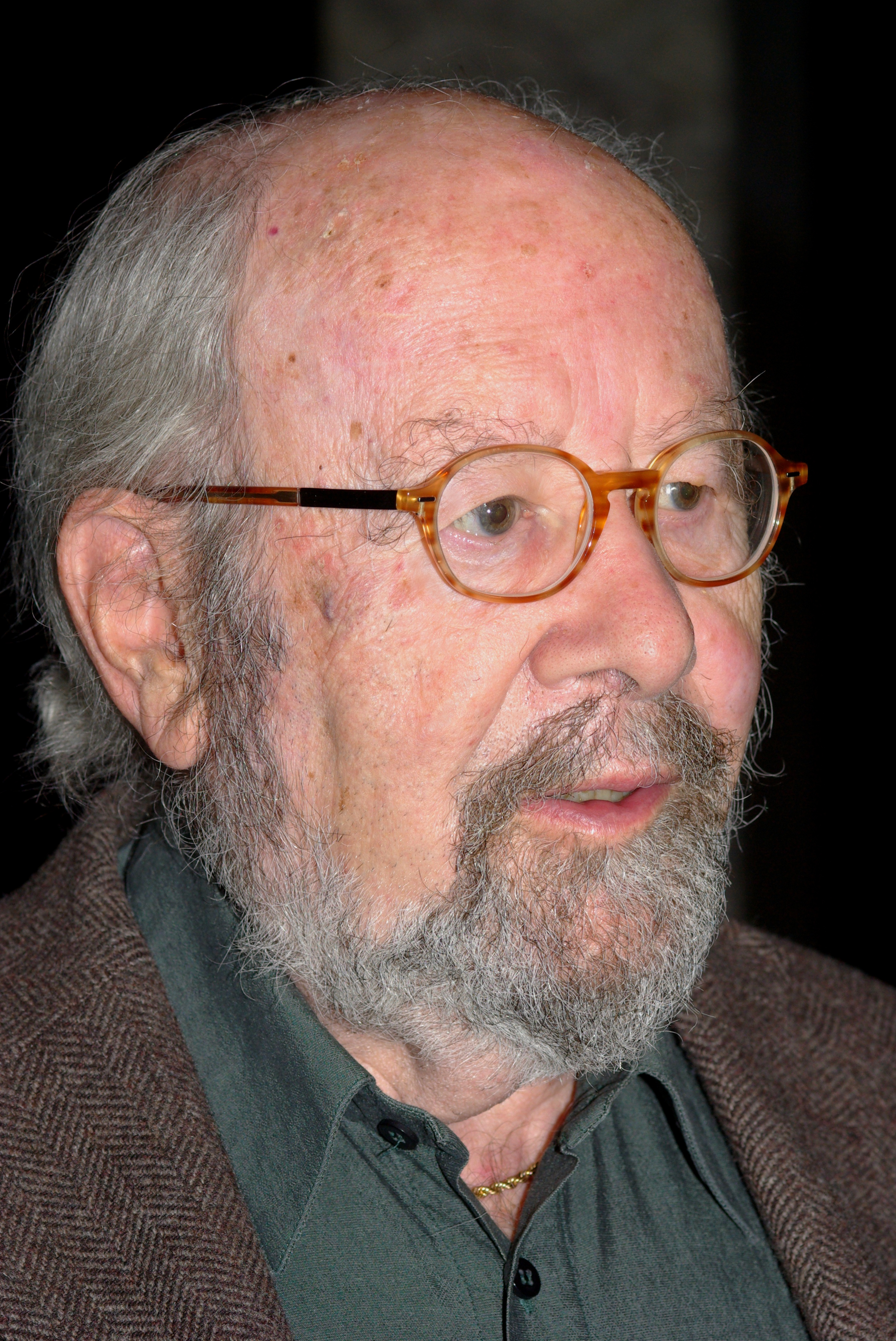
José Manuel Caballero Bonald, lauréat en 2006.

Après trois ans où le prix n'a pas été attribué, le prix est de nouveau décerné à partir de 1977 avec deux interruptions, en 1984 et 1986, et les œuvres sont en castillan, sauf mention :
- 1977 – Miguel Fernández (es) (1931-1993), pour Eros y Anteros
- 1978 – Félix Grande (1937-2014), pour Las rubáiyatas de Horacio Martín
- 1979 – Leopoldo de Luis (es) (1918-2005), pour Igual que guantes grises
- 1980 – Carlos Sahagún (es) (1938-2015), pour Primer y último oficio
- 1981 – Vicente Gaos (1919-1980), pour Última Thule
- 1982 – Antonio Colinas (es) (1946-), pour Poesía, 1967–1981
- 1983 – Claudio Rodríguez (es) (1934-1999), pour Desde mis poemas
- 1984 – Prix non décerné
- 1985 – Joan Vinyoli (1914-1984), pour Passeig d'aniversari — posthume, écrit en catalan.
- 1986 – Prix non décerné
- 1987 – Francisco Brines (1932-), pour El otoño de las rosas
- 1988 – Antonio Gamoneda (1931-), pour Edad
- 1989 – Pere Gimferrer (2e), pour El vendaval
- 1990 – Carlos Bousoño (1923-2015), pour Metáfora del desafuero
- 1991 – Luis Álvarez Piñer (es) (1910-1999), pour En resumen, 1927–1988
- 1992 – Basilio Fernández López (es) (1909-1987), pour Poemas 1927–1987
- 1993 – José Ángel Valente (1929-2000) (1er), pour No amanece el cantor
- 1994 – Rafael Guillén (es) (1933-), pour Los estados transparentes
- 1995 – Luis García Montero (1958-), pour Habitaciones separadas
- 1996 – Felipe Benítez Reyes (es) (1960-), pour Vidas improbables
- 1997 – Diego Jesús Jiménez (2e), pour Itinerario para náufragos[7]
- 1998 – José Antonio Muñoz Rojas (es) (1909-2009), pour Objetos perdidos[8]
- 1999 – José Hierro (2e), pour Cuaderno de Nueva York[9]
- 2000 – Guillermo Carnero (es) (1947-), pour Verano inglés[10]
- 2001 – José Ángel Valente (2e), pour Fragmentos de un libro futuro[11]
- 2002 – Carlos Marzal (es) (1961-), pour Metales pesados[12]
- 2003 – Julia Uceda (es) (1925-), pour Julia Uceda[13]
- 2004 – Chantal Maillard (1951-), pour Matar a Platón[14]
- 2005 – José Corredor Matheos (es) (1929-), pour El don de la ignorancia[15]
- 2006 – José Manuel Caballero Bonald (1926-2021), pour Manual de infractores[16]
- 2007 – Olvido García Valdés (es) (1950-), pour Y todos estábamos vivos[17]
- 2008 – Joan Margarit i Consarnau (1938-2021), pour Casa de Misericordia[18]
- 2009 – Juan Carlos Mestre (es) (1957-), pour La casa roja[19]
- 2010 – José María Millares (es) (1921-2009), pour Cuadernos, 2000-2009 — posthume[20].
- 2011 – Francisca Aguirre (1930-2019), pour Historia de una anatomía[21]
- 2012 - Antonio Carvajal (es) (1943-), pour Un girasol flotante[22]
- 2013 - Manuel Álvarez Torneiro (1932-2019), pour Os ángulos da brasa[23] — écrit en galicien.
- 2014 - Antonio Hernández Ramírez (es) (1943-), pour Nueva York antes de muerto[24]
- 2015 - Luis Alberto de Cuenca (es) (1950-) pour Cuaderno de Vacaciones
- 2016 - Ángeles Mora (es) (1952-) pour Ficciones para una autobiografía[25]
- 2017 - Julio Martínez Mesanza (es) (1955-) pour Gloria[26]
- 2018 - Antònia Vicens i Picornell (1941-) pour Tots els cavalls.
- 2019 - Pilar Pallarés (1957-) pour Tempo fósil[27]
- 2020 - Olga Novo (1975-) pour Feliz Idade[28]
- 2021 - Miren Agur Meabe (1962-) pour Nola gorde errautsak kolkoan — premier prix national de poésie pour une œuvre en langue basque[29].
- 2022 - Aurora Luque (es) pour Un número finito de veranos[30]
- 2023 - Yolanda Castaño pour Materia[31]
- 2024 - María Jesús Pato Díaz pour Sonora[32]

### Auteurs qui ont gagné plusieurs fois le prix
- José García Nieto : 1951 et 1957 (2).
- José Hierro : 1954 et 1999 (2).
- Pere Gimferrer : 1966 et 1989 (2).
- Diego Jesús Jiménez : 1968 et 1997 (2).
- José Ángel Valente : 1993 et 2001 (2).